# Xã Conewago, Quận Adams, Pennsylvania
Xã Conewago (tiếng Anh: Conewago Township) là một xã thuộc quận Adams, tiểu bang Pennsylvania, Hoa Kỳ. Năm 2010, dân số của xã này là 7.085 người.